# Caloi en su tinta
Caloi en su tinta fue un programa de televisión argentino que se emitió entre 1990 y 2008. Era conducido por el historietista Caloi y estaba dedicado fundamentalmente a la difusión del cine de animación.

## Historia
El programa, de carácter semanal, vio sus inicios en ATC de la Ciudad de Buenos Aires en el año 1990, emitiéndose durante diez años ininterrumpidamente, y siendo este un canal público de difusión nacional. Posteriormente, el programa pasó a emitirse, entre los años 2001 y 2003, por el canal de cable cultural Canal (á), de emisión para Latinoamérica. En agosto de 2005 el programa retornó a Canal 7.
Ofreciendo lo mejor del cine de animación mundial de la época (Jan Svankmajer, Michaela Pavlatova, Bill Plimpton, Nick Park, Piotr Dumała) el programa contó esporádicamente con la visita de invitados, tales como los dibujantes Quino, Hermenegildo Sábat, José Muñoz, Cristóbal Reynoso o Carlos Nine.
Además de las emisiones televisivas, el programa también ha realizado distintas emisiones públicas entre 1997 y 2001 en Mar del Plata, y en el Parque Rivadavia y el Parque Centenario de Buenos Aires.

## Premios
Caloi en su tinta recibió diversos premios durante sus emisiones, siendo el más significativo el Premio Martín Fierro al "Mejor programa cultural y educativo" de 1993, al que fue nominado en numerosas ocasiones. También recibió dos Premios FundTV a las producciones educativas y fue declarado "de interés cultural y educativo" por la Secretaría de Cultura de la Nación y por la Subsecretaría de Cultura de la Municipalidad de Buenos Aires.